# Friedrich Torberg

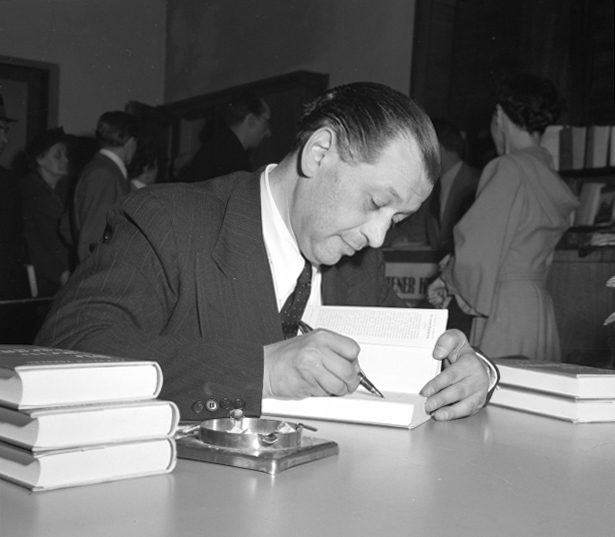
Torberg signiert 1951 im US Information Center, Wien 1., Kärntner Straße 38, sein Buch Die zweite Begegnung

Friedrich Torberg (* 16. September 1908 in Wien als Friedrich Kantor; † 10. November 1979 ebenda) war ein Schriftsteller, Journalist, Publizist, Übersetzer, Drehbuchautor und Herausgeber, der sich als tschechischer Österreicher und Jude bezeichnete und zur Prager deutschen Literatur gezählt wird.
Zu seinen bekanntesten Werken zählen sein Erstlingswerk, der Roman Der Schüler Gerber, und danach Die Mannschaft sowie seine Spätwerke, die Anekdotensammlungen Die Tante Jolesch und Die Erben der Tante Jolesch. Torberg war unter anderem Übersetzer der Bücher Ephraim Kishons, Gründungsherausgeber der Zeitschrift FORVM und als Literaturkritiker bekannt. Sein Pseudonym „Torberg“ bildete der Schriftsteller um 1930 anlässlich seiner ersten Veröffentlichungen aus den Nachnamen seiner Eltern Kantor und Berg.

## Leben

### Kindheit und Jugend

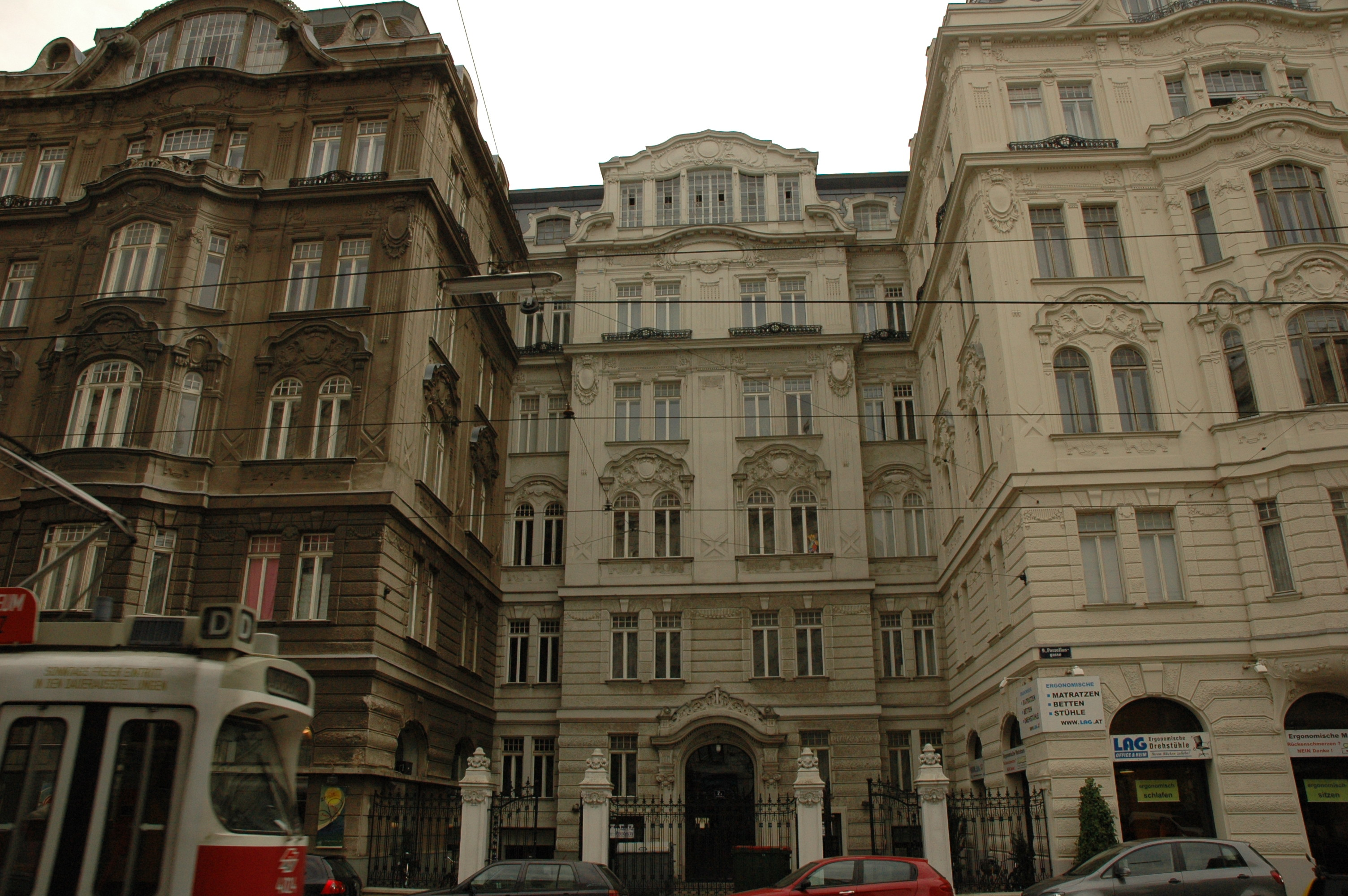
Geburtshaus von Friedrich Torberg in der Porzellangasse 7a.

Torberg entstammte einer deutschsprachig-jüdischen Prager Familie. Sein Vater Alfred Kantor (1874–1931) ging als leitender Angestellter einer Prager Spiritusfabrik nach Wien, wo Therese Berg eine Filiale der elterlichen Selchwarenproduktion leitete. Sie heirateten Ende des Jahres 1900 in Prag. Seine ältere Schwester Sidonie („Sidi“) (1902–1941) und die Mutter wurden am 3. November 1941 in das Ghetto Litzmannstadt deportiert, wo sie umgekommen sind. Die jüngere Schwester Ilse Daus („Sili“) konnte 1939 nach Palästina emigrieren, wo sie als Kinderbuchillustratorin reüssierte und mit dem Komponisten Avraham Daus zwei Töchter hatte.
Friedrich kam in der Porzellangasse, am Alsergrund, zur Welt. (Im gleichen Häuserblock, von der Berggasse aus zugänglich, lebte 1891–1938 Sigmund Freud.) Er besuchte die Volksschule in der Grünentorgasse und das Realgymnasium Wasagasse. In Wien trat Torberg der Wasserballsektion des jüdischen Sportvereins SC Hakoah Wien bei, nachdem in der Fußballmannschaft aufgrund der großen Erfolge und des daraus resultierenden regen Andrangs keine Spieler mehr aufgenommen wurden.
Als der Vater 1921 zum Prokuristen seiner Firma befördert worden war, kehrte die Familie nach Prag zurück. Dort erhielt Torberg 1924 die tschechoslowakische Staatsbürgerschaft, die er bis 1945 innehatte. Torberg litt sehr unter dem dortigen Schulsystem, das noch aus der untergegangenen Monarchie stammte. In Wien hatte Torberg Schulen besucht, an denen die Schulreform des Reichsratsabgeordneten Otto Glöckel bereits durchgeführt worden war. Da Torberg in dieser Zeit auch in verschiedenen Varietés auftrat und Gedichte verfasste, bestand er 1927 die Reifeprüfung am Deutschen Realgymnasium in Prag-Smíchov zunächst nicht, sondern erst im Jahr darauf.

### Journalismus und Studium
Ab 1927 arbeitete Torberg beim Prager Tagblatt unter anderem als Sportreporter und Theaterkritiker. Er freundete sich mit Egon Erwin Kisch, Alfred Polgar und Joseph Roth an. Auch André Malraux, Bertrand Russell und Ernst Toller lernte er in dieser Zeit kennen. In Wien war er Stammgast im Café Herrenhof, in dem auch die Schriftsteller Hermann Broch, Robert Musil und Franz Werfel verkehrten. Ebenso war er im Café Rebhuhn und im Café de l’Europe, damals Treffpunkt der Halbwelt, anzutreffen.

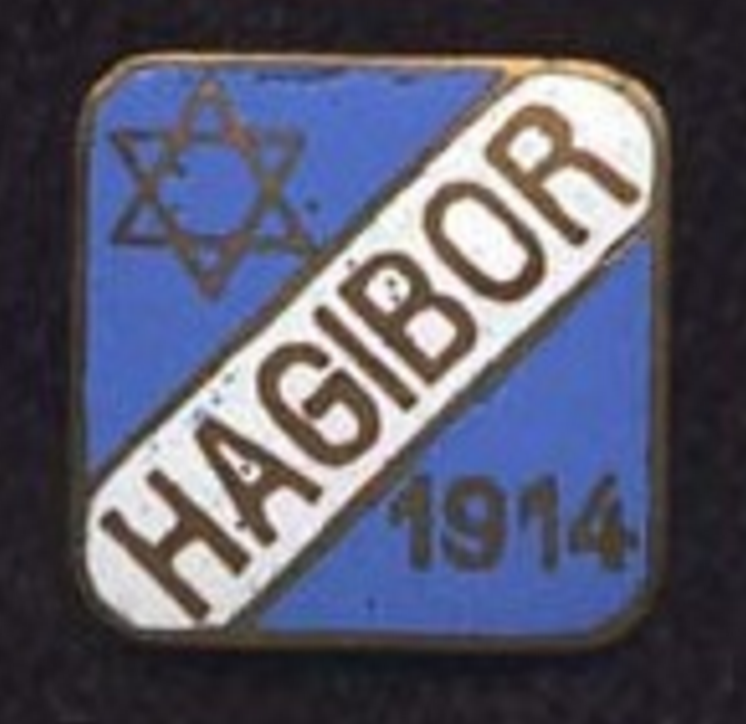
Wappen des jüdischen Sportklubs Hagibor Praha

1928 begann Torberg an der Universität Prag zuerst Philosophie, später Rechtswissenschaften zu studieren. Als nach drei Semestern eine erste Prüfung anstand, brach er das Studium ab. Im selben Jahr wurde Hagibor Prag tschechoslowakischer Meister im Wasserball. Torberg hatte beide Tore zum 2:0-Sieg geworfen. Des Autors Begeisterung für Sport zeigt sich auch in der Schilderung des Schiausflugs im Schüler Gerber.
1935 erschien Die Mannschaft, Roman eines Sportlebens, der von den Erlebnissen des jungen Harry und seiner Wasserballmannschaft handelt. Als regelmäßiger und begeisterter Besucher von Fußballspielen des SC Hakoah Wien schrieb er 1959 im Essay Warum ich darauf stolz bin anekdotenreich seine Erinnerungen an diese Mannschaft und ihre Spiele nieder.
1929 absolvierte Torberg beim Leipziger Tageblatt ein einjähriges Volontariat. In diesem Jahr war er laufend zwischen Wien, Leipzig und Prag unterwegs. Unter anderem schrieb er in Prag für die Wochenzeitschrift Selbstwehr und kam dabei mit radikalen Zionisten in Kontakt. 1935 schrieb Torberg eine Zeitlang für den von deutschsprachigen Emigranten in der Tschechoslowakei gegründeten Prager Mittag, der ihn mit dem Angebot, Sportberichte und Theaterkritiken schreiben zu können, gelockt hatte. Diese Anstellung endete wenig später, als Torberg nach einem Weltrekord des Schwimmers Peter Fick seinen Artikel unbekümmert mit der Überschrift Neuer Fick-Rekord versah.
1930 debütierte Torberg mit Hilfe seines Prager Mentors Max Brod als Romanautor. Brod sandte das Manuskript von Der Schüler Gerber hat absolviert (Titel der Erstausgabe, später nur noch Der Schüler Gerber) an den Verlag Paul Zsolnay mit der Maßgabe, bei Annahme Torberg direkt zu verständigen, bei einer Ablehnung jedoch ihn, Brod. In diesem ersten und wirtschaftlich erfolgreichsten Roman thematisierte Torberg seine schlechten Schulerfahrungen. Er schildert darin den Abiturienten Kurt Gerber, einen Einzelgänger und Schwärmer, der unter den Zwängen des Schulsystems, vor allem aber unter seinem scheinbar allmächtigen Mathematiklehrer („Gott“ Kupfer), leidet. Die Erstauflage betrug 5000 Stück. Innerhalb eines Jahres wurde das Werk in sieben Sprachen übersetzt. Dieser Erfolg bedeutete nicht nur eine materielle Absicherung, sondern auch die Aufnahme in die „legendäre Prager deutsche Dichterszene“.

### Emigration in die Schweiz und nach Frankreich
Im „Dritten Reich“ wurden Torbergs Bücher ab 1933 von den Nationalsozialisten verboten. In Österreich nahm er 1937 aus Geldnot ein Angebot an, das bekannte Volksstück Der Pfarrer von Kirchfeld von Ludwig Anzengruber als Drehbuch zu adaptieren. Die anfänglich vorgesehenen Partner Otto und Egon Eis sagten wegen Verhinderung bzw. Desinteresse die Mitarbeit ab, stimmten aber zu, gegenüber dem Produzenten als Mitarbeiter in Erscheinung zu treten. Das Drehbuch schrieb Torberg schließlich mit einem anderen Drehbuchautor unter dem gemeinsamen Pseudonym „Hubert Frohn“, einem „steirischen Heimatdichter aus Judenburg“.
Das Pseudonym war nötig, da in Deutschland Filme mit jüdischer Mitwirkung nicht mehr aufgeführt werden durften, österreichische Filme jedoch vom deutschen Markt abhängig waren und an die Filmherstellung in Österreich ohne jüdische Mitarbeiter kaum zu denken war – bedeutende Filmschaffende in Österreich waren Juden, zu denen 1933 zahlreiche Flüchtlinge aus Deutschland hinzukamen. Als Beispiel für „die Weise, […] auf welche damals Filme entstanden sind“, beschrieb Torberg diese Anekdote in Die Erben der Tante Jolesch.
Im März 1938, zur Zeit des Anschlusses, hielt sich Torberg zufällig in Prag auf. Am 20. Juni emigrierte er zunächst nach Zürich, wo er sich in Sicherheit sah. Der Schriftsteller wurde bald Stammgast im Grand Café Odeon. Im Frühjahr 1939 wurde jedoch seine Aufenthaltsgenehmigung nicht mehr verlängert. Torberg kam der Ausweisung zuvor und ging nach Paris. Den Sommer 1939 verbrachte er in Frieden an der Côte d’Azur und wurde als tschechoslowakischer Staatsbürger bei Kriegsbeginn auch nicht interniert.
Im Oktober schloss er sich der tschechoslowakischen Exilarmee an, die sich damals formierte. Bereits die Grundausbildung überforderte Torberg wegen seines Herzproblems. Zunächst zu Büroarbeiten eingeteilt, wurde er nach sieben Monaten als untauglich entlassen. Torberg erhielt aber gültige Ausweisdokumente. Am 12. Juni 1940, zwei Tage vor der Besetzung der Stadt Paris durch deutsche Truppen, konnte er zusammen mit Oskar Karlweis die Stadt verlassen und gelangte an die spanische Grenze, wo er 20 Stunden vor der Grenzschließung durch deutsche Truppen entkommen konnte. Über Porto schlug er sich (öfters illegal) nach Lissabon durch. Nur dort, in der Hauptstadt, waren Visa für die USA zu bekommen, doch Ausländern war der Aufenthalt in der überfüllten Stadt untersagt.
Durch Vermittlung von Freunden wurde Torberg zwar offiziell vom P.E.N.-Club als einer von damals zehn Outstanding German Anti-Nazi-Writers erfasst, das angekündigte Visum ließ jedoch auf sich warten, „möglicherweise deshalb“, erklärte Torberg in Die Erben der Tante Jolesch, „weil meine Reisedokumente mich vor dem Konsul weder als German noch als Austrian legitimierten; vermutlich mußte man erst in Washington rückfragen, ob man auch mit tschechoslowakischem Paß ein Anti-Nazi-Writer sein konnte.“ Mit dem Visum vom 11. September 1940 konnte Torberg am 9. Oktober 1940 den Kontinent verlassen.
Torbergs Briefverkehr aus der Zeit seines Exils umfasst die Bände
- Pegasus im Joch (Briefwechsel mit Verlegern und Redakteuren)
- In diesem Sinne … (Briefe an Freunde und Zeitgenossen)
- Kaffeehaus war überall (Briefwechsel mit Originalen und Käuzen).

### Weitere Emigration in die USA
Nach der Ankunft in New York zog Torberg bald nach Hollywood.
Die zehn Outstanding German Anti-Nazi-Writers wurden je zur Hälfte von MGM und Warner Brothers unter Vertrag genommen, „für 100 Dollar wöchentlich, die uns in Portugal wie eine Fantasiesumme vorkamen (und sich an Ort und Stelle als knapp bemessenes Taschengeld erwiesen).“ Torberg selbst kam gemeinsam mit Leonhard Frank, Alfred Neumann, Heinrich Mann und Wilhelm Speyer zu Warner Brothers. Es gab eine Wohltätigkeits-Veranstaltung für den International Film Fund, an der alle zehn Autoren einer interessierten Öffentlichkeit „vorgestellt“, nach Ansicht Torbergs eher „vorgeführt“ wurden. Alfred Polgar, einer dieser zehn, meinte dazu: „… vielleicht hätten wir unrasiert und in abgerissenen Gewändern erscheinen sollen, um so recht zu dokumentieren, daß wir gerettete Flüchtlinge wären.“ Dass die Anstellung der zehn Autoren bei den beiden Filmstudios mehr zu Publicity-Zwecken denn zu tatsächlicher Arbeit an Drehbüchern gedacht war, offenbarte sich bald dadurch, dass die des Englischen oftmals kaum Mächtigen täglich acht Stunden Anwesenheitspflicht im Büro hatten, jedoch nicht mit Arbeit bedacht wurden. Auch Torberg erhielt nach Ablauf des Jahres keine Vertragsverlängerung. Sein Drehbuch-Treatment zu einem Filmprojekt wurde „nach zweimonatiger schweißtreibender Arbeit“ vom Produzenten Mark Jacobs als „längst fallen gelassen“ abgekanzelt.
Torberg verkehrte in Hollywoods Emigrantenkreisen, wo auch Lion Feuchtwanger, Heinrich und Thomas Mann, Bertolt Brecht und andere Zuflucht gefunden hatten. Besonders freundschaftliche Beziehungen unterhielt er mit Franz Werfel und dessen Gattin Alma (der Briefwechsel mit letzterer liegt in Buchform vor).
Torberg war auch als Informant für das FBI und für das Office of War Information tätig, in dessen Auftrag er u. a. Brecht bespitzelte und »kommunistische Zellen« in Hollywood identifizierte.
1944 zog Friedrich Torberg nach New York, um zusammen mit seinem Freund William S. Schlamm am Projekt Umlaut, der deutschen Ausgabe des Time Magazine, zu arbeiten. Mit diesem Projekt für Emigranten scheiterte er im Dezember desselben Jahres und verdiente dann seinen Lebensunterhalt als Übersetzer, freier Journalist und Theaterkritiker. Im November 1945 heiratete er Marietta Bellak. Im selben Jahr erhielt er die US-Staatsbürgerschaft.

### Rückkehr nach Wien
1951 kehrte Torberg nach Wien zurück, behielt aber die US-Staatsbürgerschaft. Er schrieb für die Wiener Zeitung Die Presse und für den von den USA eingerichteten Radiosender Rot-Weiß-Rot. Daneben schrieb er für die Süddeutsche Zeitung und 1954 gründete er mit der Unterstützung des Kongresses für kulturelle Freiheit (CCF), einer von der CIA finanzierten Organisation, eine Kulturzeitschrift namens FORVM.
Dass der CCF von der CIA Gelder erhielt, wurde allerdings erst in der zweiten Hälfte der 1960er Jahre von US-Journalisten aufgedeckt und nach dem Ende des Kalten Krieges auch dokumentiert. Mitherausgeber des FORVMs waren Friedrich Hansen-Löve, Felix Hubalek und Alexander Lernet-Holenia. Später kamen dann Günther Nenning und Franz Willnauer als Redakteure hinzu.
In der damals durch das 1951 entstandene Österreichische Wörterbuch ausgelösten Diskussion, ob das österreichische Deutsch die Berechtigung zur Eigenständigkeit habe, bezog Torberg eine klar pro-österreichische Stellung und trat für die selbstbewusste Verwendung der nationalen Sprachvarietät ein. 1960 stellte er sogar in einer Glosse die polemische Frage: „Wie verpreußt sind wir?“
In diesen Jahren edierte Torberg das Werk von Fritz von Herzmanovsky-Orlando, das auf diese Weise erstmals der Öffentlichkeit zugänglich wurde, übersetzte Ephraim Kishon und versuchte sich an einer eigenen Werkausgabe. Torberg engagierte sich massiv gegen den Kommunismus und dessen Anhänger und Sympathisanten. Legendär wurde er insbesondere durch seine Polemiken, persönlichen Feldzüge gegen Menschen, die er kommunistischer Sympathien bezichtigte und „Fellow Travellers“ nannte. Hier sind etwa Thomas Mann, Günther Anders, Robert Jungk, Karl Paryla und Hilde Spiel zu nennen. Eine besondere Gegnerschaft hatte er zu Bertolt Brecht.
Im Wien der Nachkriegsjahre und des Kalten Kriegs gelang es ihm, zusammen mit Hans Weigel einen Boykott der Aufführung der Werke von Brecht an den österreichischen Bühnen durchzusetzen, der bis 1963 hielt (Wiener Brecht-Boykott).
1961 kritisierte Torberg in der Monatszeitschrift Der Monat Salcia Landmann. Anhand einiger Beispiele kommt er zu der Überzeugung, Landmann habe in ihrem Buch Der jüdische Witz den jüdischen Witz „ermordet“, „als solchen zur Unkenntlichkeit verstümmelt“, und kritisiert es, „weil es antisemitisch ist, weil es den Vorstellungen entgegenkommt, die sich ein deutscher Durchschnittsbürger von den Juden macht (…) oder die er sich von Hitler beibringen ließ“.
1962 wurde Torbergs Ehe mit Marietta geschieden; nach einer kurzen Liaison mit Johanna von Koczian und etlichen kurzen Affären begann er eine Beziehung zur Burgschauspielerin Paola Löw, die bis zu seinem Tod andauerte. Freundschaftliche Beziehungen zu seiner Ex-Ehefrau Marietta, die auch zu seiner ersten Nachlassverwalterin wurde, bestanden weiterhin. Der alleinige Verwalter des Torberg-Nachlasses war David Axmann.
„Nicht selten“ wurde Torberg auch von Rundfunk und Fernsehen zu Diskussionen eingeladen, quasi als „Jud vom Dienst“, wie er einmal selbstironisch bemerkte.
Torberg setzte sich auch für junge literarische Talente ein, beispielsweise für Peter Handke und Brigitte Schwaiger.
1966 gab er die Leitung des FORVMs an Günther Nenning ab (der es bis zu Torbergs Tod als NEUES FORVM, danach wieder als FORVM weiterführte). Torberg zog sich in sein Haus in Breitenfurt bei Wien zurück. Hier entstand auch die Werkausgabe von Peter Hammerschlag.

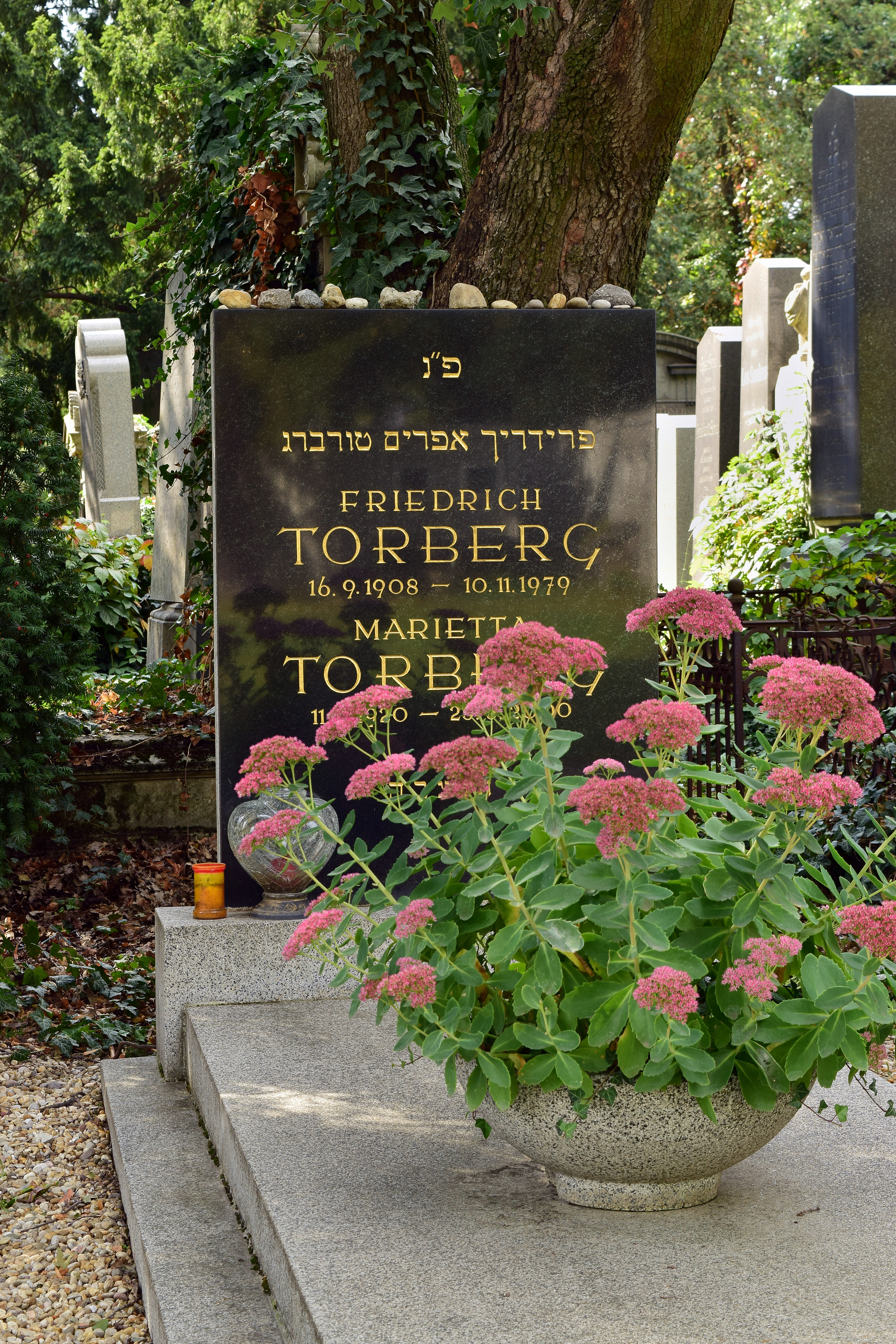
Torbergs Grab auf dem Wiener Zentralfriedhof

1975 veröffentlichte er die Anekdotensammlung Die Tante Jolesch oder der Untergang des Abendlandes in Anekdoten, in der er dem jüdischen Leben zwischen Wien, Prag und Bad Ischl um 1900 ein Denkmal setzte. Darin beschwört Torberg das bunte Flair der untergegangenen Donaumonarchie mit den Nachwirkungen in den Nachfolgestaaten und der Emigration mit all ihren auch komischen Käuzen, Kaffeehausbesuchern und Bohemiens, das nur eingebettet im jahrhundertealten habsburgischen Grundsatz des „leben und leben lassen!“ gedeihen konnte. Knapp vor Torbergs Tod erschien noch 1978 die Fortsetzung Die Erben der Tante Jolesch.
Friedrich Torberg starb am 10. November 1979 in Wien. Er wurde in einem Ehrengrab auf dem Wiener Zentralfriedhof begraben, auf eigenen Wunsch in der Alten Israelitischen Abteilung (Tor 1, Gruppe 6, Reihe 0, Nr. 3) neben Arthur Schnitzler.
Posthum erschien 1984 der Roman Auch das war Wien, eine in der Emigration verfasste Auseinandersetzung mit Wien zur Zeit des „Anschlusses“, Torbergs letztes Werk. Wie schon zuvor Der Schüler Gerber (1981) wurde auch dieses Werk wenig später unter dem Titel 38 – Auch das war Wien (1987) von Regisseur Wolfgang Glück erfolgreich verfilmt. Der Film wurde für den Oscar als bester fremdsprachiger Film nominiert.
Eine Art Fortsetzung der Tante Jolesch verfasste Georg Markus im Jahr 2001 unter dem Titel Die Enkel der Tante Jolesch.

## Anekdoten
In Torbergs Spätwerken, den Anekdotensammlungen Die Welt der Tante Jolesch und Die Erben der Tante Jolesch, berichtet der Vielschreiber auch immer wieder über sich selbst. So entstanden unter anderem Anekdoten, deren Pointe auf Kosten des Erzählers geht:
Torberg zu Ernst Polak, dem Literaturagenten eines Schweizer Verlages, bei dem Torberg 1937 veröffentlichte:

„Mein Roman ‚Abschied‘ erschien 1937 im Humanitas-Verlag Zürich […] und Ernst Polak bekam von mir das übliche Pflichtexemplar. […] Ich sah seinem Urteil mit Angst entgegen, denn schon der ‚Schüler Gerber‘ hatte vor seinem strengen, monokelbewehrten Kritikerauge nur bedingte Gnade gefunden (und damals durfte er mir noch zugutehalten, daß es das Erstlingswerk eines Einundzwanzigjährigen war).
An einem der folgenden Nachmittage erwartete mich Ernst Polak, den ‚Abschied‘ vor sich auf dem Tisch, im Café Herrenhof. In banger Erwartung setzte ich mich ihm gegenüber, sah ihn das Monokel einklemmen und das Buch aufschlagen, welches vollständig ‚Abschied, Roman einer ersten Liebe‘ hieß, als Motto ein Zitat aus einem Gedicht von Hölderlin trug und meinem väterlichen Freund Max Brod gewidmet war.
‚Der Titel‘, hob Ernst Polak an, ‚ist nicht schlecht.‘ Er blätterte weiter und deutete auf das Hölderlin-Zitat. ‚Das hier ist sogar hervorragend. Hier‘ – er war bei der Widmung an Max Brod angelangt – ‚wird’s schon etwas schwächer. Und der Rest taugt überhaupt nichts.‘
Damit klappte er das Buch wieder zu. Die Kritik war erledigt. Ich auch.“

In Die Tante Jolesch zitiert Torberg Egon Erwin Kisch, der im Pariser Exil, „kurz vor Kriegsausbruch“, „über die täglich wachsende Unsicherheit [seines] Emigrantendaseins“ zu Torberg gesagt haben soll:

„Weißt du […] mir kann eigentlich nichts passieren. Ich bin ein Deutscher. Ich bin ein Tscheche. Ich bin ein Jud. Ich bin aus einem guten Haus. Ich bin Kommunist … Etwas davon hilft mir immer.“

Dieses Zitat konterkarierte Torberg, auf sich selbst bezogen:

„Ich bin ein Jud. Ich lebe in Österreich. Ich war in der Emigration. Ich hab was gegen Brecht … Etwas davon schadet mir immer.“

Bekannt geworden sind auch einige Redewendungen aus der Tante Jolesch, die Torberg zusammengetragen hat, für die zwei folgenden gibt Torberg die Titelperson als Urheberin an:
„Alle Städte sind gleich, nur Venedig ist ein bissl anders.“
„Was ein Mann schöner ist wie ein Aff’, ist ein Luxus!“

## Auszeichnungen und Ehrungen
- 1933 Julius-Reich-Preis
- 1958 Berufstitel Professor
- 1966 Preis der Stadt Wien für Publizistik
- 1968 Großes Verdienstkreuz des Verdienstordens der Bundesrepublik Deutschland
- 1968 Österreichisches Ehrenkreuz für Wissenschaft und Kunst
- 1974 Goldene Ehrenmedaille der Bundeshauptstadt Wien
- 1974 Richard-Meister-Medaille
- 1976 Österreichisches Ehrenzeichen für Wissenschaft und Kunst
- 1979 Großer Österreichischer Staatspreis für Literatur
- 1981 Benennung der Torberggasse in Wien-Penzing (14. Bezirk)
- Benennung eines Kaffeehauses (Café Torberg) in der Josefstadt, das der Kabarettist Robert Palfrader besaß

## Werke
- Der ewige Refrain. Lieder einer Alltagsliebe. Saturn-Verlag, Wien 1929, DNB 576701378.
- Der Schüler Gerber hat absolviert. Roman. Peter Zsolnay Verlag, Wien 1930, DNB 576701386.
  - Der Schüler Gerber. Roman. Deutscher Taschenbuchverlag, München 2011, ISBN 978-3-423-19522-5.
- ... und glauben, es wäre die Liebe. Ein Roman unter jungen Menschen. Peter Zsolnay Verlag, Berlin/Wien/Leipzig 1932, DNB 576701408.
  - ... und glauben, es wäre die Liebe. Roman. Mit einem Nachwort von Peter Zimmermann. Milena Verlag, Wien 2017, ISBN 978-3-902950-96-3.
- Die Mannschaft. Roman eines Sport-Lebens. Verlag Julius Kittl, Leipzig/Mährisch Ostrau 1935, DNB 992885345.
- Abschied. Roman einer ersten Liebe. Humanitas-Verlag, Zürich 1937, DNB 992917603.
- Auf den Tod eines Fussballspielers. Gedicht (1945, gewidmet dem Fußballer Matthias Sindelar, Wiederabdruck in Lebenslied; behandelt Sindelars Tod kurz nach dem „Anschluss“).
- Mein ist die Rache. Pazifische Presse, Los Angeles 1942, DNB 57670136X.
- Hier bin ich, mein Vater. Roman. Bermann-Fischer, Stockholm 1948, DNB 455093881.
  - Hier bin ich, mein Vater. Roman. Mit einem Nachwort von David Axmann. Milena Verlag, Wien 2014, ISBN 978-3-902950-12-3.
- Die zweite Begegnung. Roman. S. Fischer Verlag, Frankfurt am Main 1950, DNB 455093830.
- Nichts leichter als das (1956).
- Lebenslied. Gedichte aus 25 Jahren. Langen Müller Verlag, München 1958, DNB 455093911.
- Der letzte Ritt des Jockeys Matteo. Novelle aus dem Nachlass (in den 1940er Jahren geschrieben, 1985 erstveröffentlicht), 117 S.

### Gesammelte Werke
Gesammelte Werke in Einzelausgaben, herausgegeben von David Axmann, Langen Müller, München 1962–1998:
- 1. Hier bin ich, mein Vater. Roman. (1962), 340 S.
- 2. Die zweite Begegnung. Roman. (1963), 355 S.
- 3. P P P – Pamphlete, Parodien, Post Scripta. (1964), 416 S.
- 4. Das fünfte Rad am Thespiskarren 1. Theaterkritiken. (1966), 445 S.
- 5. Das fünfte Rad am Thespiskarren 2. Theaterkritiken. (1967), 528 S.
- 6. Golems Wiederkehr und andere Erzählungen. (1968), 188 S. Enthält Mein ist die Rache (1942); Nichts leichter als das (1954); Der Mann, der nie über Kafka schrieb (EA 1968); Golems Wiederkehr (EA 1968).
- 7. Süsskind von Trimberg. Roman. (1972), 320 S.
- 8. Die Tante Jolesch oder der Untergang des Abendlands in Anekdoten. (1975), 336 S.
  - Neuauflage: Langen Müller Verlag, München 2023, ISBN 978-3-7844-3690-6

- 9. Die Erben der Tante Jolesch. (1978), 320 S., Langen-Müller, München, ISBN 3-7844-1693-4
- 10. Und glauben, es wäre die Liebe. Roman unter jungen Menschen. (1978), 506 S.
- 11. Apropos. Nachgelassenes, Kritisches, Bleibendes. (1981), 416 S.
- 12. In diesem Sinne. Briefe an Freunde und Zeitgenossen. (1981), 464 S.
- 13. Kaffeehaus war überall. Briefwechsel [1941–1949] mit Käuzen und Originalen. (1982), 280 S.
- 14. Pegasus im Joch. Briefwechsel mit Verlegern und Redakteuren. (1983), 288 S.
- 15. Auch das war Wien. Roman. (1984), 384 S., verfasst während der Emigration
- 16. Auch Nichtraucher müssen sterben. Essays – Feuilletons – Notizen – Glossen. (1985), 288 S.
- 17. Wo der Barthel die Milch holt (1983)
- 18. Liebste Freundin und Alma. Briefwechsel mit Alma Mahler-Werfel. (1987), 288 S.
- 19. Eine tolle, tolle Zeit. Briefe und Dokumente aus den Jahren der Flucht 1938–1941. (1989), 186 S.
- 20. Voreingenommen wie ich bin. Von Dichtern, Denkern, und Autoren. (1991), 212 S.
- 21. Wien oder der Unterschied. Ein Lesebuch, 1998, ISBN 3-7844-2699-9, 286 S.

## Verfilmungen
- 1953: Zwiespalt des Herzens, CH, Regie: Leonard Steckel
- 1970: Hier bin ich, mein Vater, Ö, Regie: Ludwig Cremer
- 1981: Der Schüler Gerber, Ö/D, Regie: Wolfgang Glück
- 1987: 38 – Auch das war Wien, Ö, Regie: Wolfgang Glück

## Hörspielbearbeitungen
- 1958: Hier bin ich, mein Vater – Regie: Ernst Schönwiese (ORF Wien)[22]
- 1983: Der letzte Ritt des Jockeys Matteo. Regie: Ferry Bauer (ORF Oberösterreich)[23]

## Tonträger
- Die Tante Jolesch oder Der Untergang des Abendlands in Anekdoten, Preiser SPR 3257
- Mein ist die Rache, gelesen von Cornelius Obonya, MONO VERLAG, Wien 2013, ISBN 978-3-902727-45-9